# 16e étape du Tour de France 2006
La 16e étape du Tour de France 2006 s'est déroulée le 19 juillet entre Bourg-d'Oisans et La Toussuire sur une distance de 182 km.

## Profil de l'étape
Il s'agit de la 16e étape de ce Tour 2006.
- 4 ascensions

1. Le col du Galibier (42,8 km à 4,8 %, hors catégorie) à 2 646 m d'altitude au km 45,5 ;
2. Le col de la Croix-de-Fer (22,7 km à 6,9 %, hors catégorie) à 2 067 m d'altitude au km 126,5 ;
3. Le col du Mollard (5,8 km à 6,8 %, 2e catégorie) à 1 638 m d'altitude au km 146,5 ;
4. La Toussuire (18,4 km à 6 %, 1e catégorie) à 1 705 m d'altitude au km 182.

- 2 sprints de bonifications

1. Au kilomètre 26,5, à La Grave ;
2. Au kilomètre 103, à Saint-Étienne-de-Cuines.

## Récit
Michael Rasmussen a parcouru les 182 km de l'étape en 5 h 36 min 04 s avec une moyenne de 32,493 km/h.

Derrière, le maillot jaune, Floyd Landis, est victime d'une terrible défaillance. Il perd près de 9 minutes sur ses principaux rivaux, dans la montée vers la Toussuire. On pense alors qu'il a perdu toutes chances de gagner ce Tour de France…

## Classement de l'étape
| \| 1. \| Michael Rasmussen \| Danemark \| en \| 5 h 36 min 04 s \| \| 2. \| Carlos Sastre \| Espagne \| + \| 1 min 41 s \| \| 3. \| Óscar Pereiro \| Espagne \| \| 1 min 54 s \| \| 4. \| Cadel Evans \| Australie \| \| 1 min 56 s \| \| 5. \| Andreas Klöden \| Allemagne \| \| m.t. \| \| 6. \| Christophe Moreau \| France \| \| 2 min 31 s \| \| 7. \| Cyril Dessel \| France \| \| m.t. \| \| 8. \| Pietro Caucchioli \| Italie \| \| m.t. \| \| 9. \| Levi Leipheimer \| États-Unis \| \| 3 min 23 s \| \| 10. \| Haimar Zubeldia \| Espagne \| \| m.t. \| |                   |            |    |                 |
| 1. | Michael Rasmussen | Danemark   | en | 5 h 36 min 04 s |
| 2. | Carlos Sastre     | Espagne    | +  | 1 min 41 s      |
| 3. | Óscar Pereiro     | Espagne    |    | 1 min 54 s      |
| 4. | Cadel Evans       | Australie  |    | 1 min 56 s      |
| 5. | Andreas Klöden    | Allemagne  |    | m.t.            |
| 6. | Christophe Moreau | France     |    | 2 min 31 s      |
| 7. | Cyril Dessel      | France     |    | m.t.            |
| 8. | Pietro Caucchioli | Italie     |    | m.t.            |
| 9. | Levi Leipheimer   | États-Unis |    | 3 min 23 s      |
| 10. | Haimar Zubeldia   | Espagne    |    | m.t.            |

- Prix de la combativité : Michael Rasmussen  Danemark. Il s'est en effet échappé au bout de 10 km et a terminé les 70 derniers kilomètres seul en tête.

## Classement général
| \| 1. \| Óscar Pereiro \| Espagne \| en \| 74 h 38 min 05 s \| \| 2. \| Carlos Sastre \| Espagne \| + \| 1 min 50 s \| \| 3. \| Andreas Klöden \| Allemagne \| \| 2 min 29 s \| \| 4. \| Cyril Dessel \| France \| \| 2 min 43 s \| \| 5. \| Cadel Evans \| Australie \| \| 2 min 56 s \| \| 6. \| Denis Menchov \| Russie \| \| 3 min 58 s \| \| 7. \| Michael Rogers \| Australie \| \| 6 min 47 s \| \| 8. \| Christophe Moreau \| France \| \| 7 min 03 s \| \| 9. \| Levi Leipheimer \| États-Unis \| \| 7 min 46 s \| \| 10. \| Haimar Zubeldia \| Espagne \| \| 8 min 06 s \| |                   |            |    |                  |
| 1. | Óscar Pereiro     | Espagne    | en | 74 h 38 min 05 s |
| 2. | Carlos Sastre     | Espagne    | +  | 1 min 50 s       |
| 3. | Andreas Klöden    | Allemagne  |    | 2 min 29 s       |
| 4. | Cyril Dessel      | France     |    | 2 min 43 s       |
| 5. | Cadel Evans       | Australie  |    | 2 min 56 s       |
| 6. | Denis Menchov     | Russie     |    | 3 min 58 s       |
| 7. | Michael Rogers    | Australie  |    | 6 min 47 s       |
| 8. | Christophe Moreau | France     |    | 7 min 03 s       |
| 9. | Levi Leipheimer   | États-Unis |    | 7 min 46 s       |
| 10. | Haimar Zubeldia   | Espagne    |    | 8 min 06 s       |

## Classements annexes
| Classement     | Coureur                    | Total             |
| -------------- | -------------------------- | ----------------- |
| points         | Robbie McEwen Australie    | 252 pts           |
| montagne       | Michael Rasmussen Danemark | 153 pts           |
| meilleur jeune | Markus Fothen Allemagne    | 74 h 53 min 09 s  |
| équipe         | Team CSC Danemark          | 224 h 07 min 07 s |

## Sprint intermédiaires
1er Sprint intermédiaire de La Grave (26,5 km)
| Premier   | Tadej Valjavec Slovénie    | 6 pts et 6 s |
| Second    | Sandy Casar France         | 4 pts et 4 s |
| Troisième | Michael Rasmussen Danemark | 2 pts et 2 s |

2e Sprint intermédiaire de Saint-Étienne-de-Cuines (103 km)
| Premier   | Tadej Valjavec Slovénie    | 6 pts et 6 s |
| Second    | Sandy Casar France         | 4 pts et 4 s |
| Troisième | Michael Rasmussen Danemark | 2 pts et 2 s |

## Ascensions
Col du Galibier, Hors catégorie (45,5 km)
| Premier   | Michael Rasmussen Danemark | 20 pts |
| Second    | Sandy Casar France         | 18 pts |
| Troisième | Tadej Valjavec Slovénie    | 16 pts |
| Quatrième | Sylvain Calzati France     | 14 pts |
| Cinquième | Marzio Bruseghin Italie    | 12 pts |
| Sixième   | Patrik Sinkewitz Allemagne | 10 pts |
| Septième  | Mikel Astarloza Espagne    | 8 pts  |
| Huitième  | José Luis Rubiera Espagne  | 7 pts  |
| Neuvième  | Yaroslav Popovych Ukraine  | 6 pts  |
| Dixième   | Iván Parra Colombie        | 5 pts  |

Col de la Croix-de-Fer, Hors catégorie (126,5 km)
| Premier   | Michael Rasmussen Danemark | 20 pts |
| Second    | Tadej Valjavec Slovénie    | 18 pts |
| Troisième | Levi Leipheimer États-Unis | 16 pts |
| Quatrième | Sandy Casar France         | 14 pts |
| Cinquième | David Moncoutié France     | 12 pts |
| Sixième   | Sylvain Calzati France     | 10 pts |
| Septième  | Michael Boogerd Pays-Bas   | 8 pts  |
| Huitième  | Xabier Zandio              | 7 pts  |
| Neuvième  | Denis Menchov Russie       | 6 pts  |
| Dixième   | Óscar Pereiro Espagne      | 5 pts  |

Col du Mollard, Catégorie 2 (146,5 km)
| Premier   | Michael Rasmussen Danemark | 10 pts |
| Second    | Levi Leipheimer États-Unis | 9 pts  |
| Troisième | Tadej Valjavec Slovénie    | 8 pts  |
| Quatrième | Sandy Casar France         | 7 pts  |
| Cinquième | Xabier Zandio              | 6 pts  |
| Sixième   | Óscar Pereiro Espagne      | 5 pts  |

La Toussuire∗, Catégorie 1 (182 km)
| Premier   | Michael Rasmussen Danemark | 30 pts |
| Second    | Carlos Sastre Espagne      | 26 pts |
| Troisième | Óscar Pereiro Espagne      | 22 pts |
| Quatrième | Cadel Evans Australie      | 18 pts |
| Cinquième | Andreas Klöden Allemagne   | 16 pts |
| Sixième   | Christophe Moreau France   | 14 pts |
| Septième  | Pietro Caucchioli Italie   | 12 pts |
| Huitième  | Cyril Dessel France        | 10 pts |

∗Les points attribués dans ces cols hors catégorie, 1re et 2e catégorie sont doublés lorsqu’il s’agit du dernier col de l’étape.